# Arnold Allen
Arnold Billy Allen (ur. 22 stycznia 1994 w Ipswich) – angielski zawodnik MMA walczący w kategorii piórkowej. Od 2015 roku walczy dla największej organizacji MMA na świecie - UFC.

## Życiorys
Wychowany w Suffolk, rozpoczął treningi mieszanych sztuk walki jako nastolatek. Zanim przeszedł na zawodostwo brał udział w kilku amatorskich walkach.

## Osiągnięcia

### Mieszane sztuki walki
- 2014: Mistrz M4TC w wadze lekkiej

## Lista zawodowych walk w MMA
| Wynik     | Bilans | Przeciwnik (bilans przed walką) | Rozstrzygnięcie                      | Runda | Czas | Rozgrywki                                              | Data       | Miejsce         | Uwagi                                                                   |
| --------- | ------ | ------------------------------- | ------------------------------------ | ----- | ---- | ------------------------------------------------------ | ---------- | --------------- | ----------------------------------------------------------------------- |
| Wygrana   | 19-4   | Giga Chikadze (15-3)            | Decyzja (jednogłośna)                | 3     | 5:00 | UFC 304: Edwards vs. Muhammad 2                        | 27.07.2024 | Manchester      |                                                                         |
| Przegrana | 19-3   | Mowsar Jewłojew (17-0)          | Decyzja (jednogłośna)                | 3     | 5:00 | UFC 297                                                | 20.01.2024 | Toronto         |                                                                         |
| Przegrana | 19-2   | Max Holloway (23-7)             | Decyzja (jednogłośna)                | 5     | 5:00 | UFC Fight Night: Holloway vs. Allen                    | 15.04.2023 | Kansas City     | Main Event                                                              |
| Wygrana   | 19-1   | Calvin Kattar (23-6)            | TKO (kontuzja kolana)                | 2     | 0:08 | UFC Fight Night: Kattar vs. Allen                      | 29.10.2022 | Las Vegas       | Main Event                                                              |
| Wygrana   | 18-1   | Dan Hooker (21-11)              | TKO (ciosy łokciami i pięściami)     | 1     | 2:33 | UFC Fight Night: Volkov vs. Aspinall                   | 19.03.2022 | Londyn          | Bonus za występ wieczoru. Co-Main Event                                 |
| Wygrana   | 17-1   | Sodiq Yusuff (11-1)             | Decyzja (jednogłośna)                | 3     | 5:00 | UFC on ABC: Vettori vs. Holland                        | 10.04.2021 | Las Vegas       | Co-Main Event                                                           |
| Wygrana   | 16-1   | Nik Lentz (30-10-2)             | Decyzja (jednogłośna)                | 3     | 5:00 | UFC Fight Night: Blaydes vs. dos Santos                | 25.01.2020 | Raleigh         |                                                                         |
| Wygrana   | 15-1   | Gilbert Melendez (22-7)         | Decyzja (jednogłośna)                | 3     | 5:00 | UFC 239                                                | 06.07.2019 | Las Vegas       |                                                                         |
| Wygrana   | 14-1   | Jordan Rinaldi (14-6)           | Decyzja (jednogłośna)                | 3     | 5:00 | UFC on ESPN+ 5: Till vs. Masvidal                      | 16.03.2019 | Londyn          |                                                                         |
| Wygrana   | 13-1   | Mads Burnell (9-2)              | Poddanie (duszenie frontalne)        | 3     | 2:41 | UFC Fight Night: Thompson vs. Till                     | 27.05.2018 | Liverpool       | Bonus za występ wieczoru                                                |
| Wygrana   | 12-1   | Makwan Amirkhani (13-2)         | Decyzja (niejednogłośna)             | 3     | 5:00 | UFC Fight Night: Manuwa vs. Anderson                   | 18.03.2017 | Londyn          |                                                                         |
| Wygrana   | 11-1   | Yaotzin Meza (21-10)            | Decyzja (jednogłośna)                | 3     | 5:00 | UFC Fight Night: Silva vs. Bisping                     | 27.02.2016 | Londyn          |                                                                         |
| Wygrana   | 10-1   | Alan Omer (18-4)                | Poddanie (duszenie gilotynowe)       | 3     | 1:41 | UFC Fight Night: Jędrzejczyk vs. Penne                 | 20.06.2015 | Berlin          | Debiut w UFC. Powrót do kategorii piórkowej. Bonus za występ wieczoru   |
| Wygrana   | 9-1    | Paul Cook (14-5)                | TKO (przerwanie przez lekarza)       | 2     | 5:00 | M4TC 15                                                | 29.11.2014 | Tyne and Wear   | Zdobył pas mistrzowski M4TC w wadze lekkiej. Debiut w kategorii lekkiej |
| Wygrana   | 8-1    | Gaetano Pirello (8-2-1)         | Decyzja (jednogłośna)                | 3     | 5:00 | Cage Warriors Fighting Championship 71                 | 22.08.2014 | Amman           |                                                                         |
| Przegrana | 7-1    | Marcin Wrzosek (7-0)            | Decyzja (jednogłośna)                | 3     | 5:00 | Cage Warriors Fighting Championship 69: Super Saturday | 07.06.2014 | Londyn          |                                                                         |
| Wygrana   | 7-0    | Tobias Huber (6-4)              | TKO (ciosy pięściami)                | 1     | 0:37 | Cage Warriors Fighting Championship: Fight Night 11    | 18.04.2014 | Amman           |                                                                         |
| Wygrana   | 6-0    | Doni Miller (5-1)               | TKO (ciosy pięściami)                | 2     | 0:34 | Cage Warriors Fighting Championship 61                 | 13.12.2013 | Amman           |                                                                         |
| Wygrana   | 5-0    | Declan Williams (8-6-3)         | Poddanie (duszenie trójkątne rękoma) | 2     | 4:50 | Cage Warriors Fighting Championship 60                 | 05.10.2013 | Kentish Town    |                                                                         |
| Wygrana   | 4-0    | Andy Green (5-6)                | Poddanie (duszenie zza pleców)       | 1     | 4:00 | Cage Warriors Fighting Championship 56                 | 06.07.2013 | Londyn          |                                                                         |
| Wygrana   | 3-0    | Carl Orriss (4-0)               | Decyzja (jednogłośna)                | 3     | 5:00 | UCMMA 32                                               | 02.02.2013 | Londyn          |                                                                         |
| Wygrana   | 2-0    | Kimbo Tinghaugen (1-0)          | TKO (przerwanie przez lekarza)       | 1     | 5:00 | UWC 21                                                 | 20.10.2012 | Southend-on-Sea |                                                                         |
| Wygrana   | 1-0    | Nathan Greyson (1-0)            | KO (cios)                            | 2     | 0:40 | UCMMA 27                                               | 07.04.2012 | Londyn          | Debiut w MMA                                                            |